# Morkulla
Morkulla (Scolopax rusticola) är en fågel inom familjen snäppor som förekommer över stora delar av de tempererade och subarktiska områdena av palearktis och som olikt många arter i familjen påträffas i skogsområden. 

## Kännetecken

### Utseende

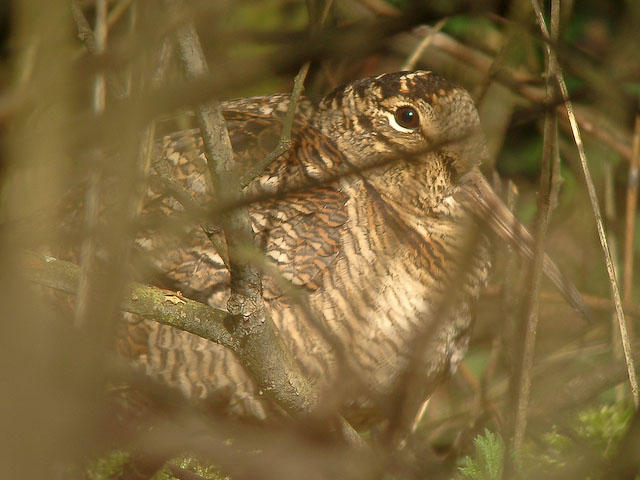
Morkullan är svår att få syn på i skogen med sin välkamouflerande fjäderdräkt.

Morkullan är en rund och kraftig fågel, med en lång rak näbb. Kroppslängden kan uppgå till 38 cm, inklusive den upp till 7 cm långa näbben. Vingspannet är 56–60 cm och den väger ungefär 300 gram.[källa behövs] Morkullan är spräcklig i svart, askgrått och rödbrunt på ovansidan, med vitaktig undersida, som har rostgul anstrykning och bruna, vågiga streck. Näbben är blekt köttfärgad, med svart och rundad spets. Ögonen är stora och är placerade mycket långt bak på huvudet, vilket har lett till att Morkullan har ett lika stort binokulärt synfält rakt bakåt som rakt framåt. Huvudets och nackens svarta teckning är tvärgående. Vingpennorna är svartbruna, med rödbruna och rostgula tvärfläckar. Första vingpennan är längst. Stjärten består av 12 vingpennor med skaft som är böjda inåt. Stjärten är svart, med rödbruna tvärfläckar och grå spets. Benen är brungrå och hela underbenet är befjädrat. Baktåns klo är trubbig. 
Engelska forskare har efter studier 2022 kommit fram till att morkullans vita stjärtfjädrar reflekterar 55 % infallande ljus, 30 % mer än någon annan fågels fjädrar.

### Läte
Morkullans spelläte framförs i kringdragande spelflykt, tre till fyra dämpade, knorrande ljud som avslutas med ett spetsigt, explosivt: "oårt oårt oårt pissp!".

## Utbredning och systematik

### Systematik
Morkullan beskrevs första gången taxonomiskt 1758 av Carl von Linné i verket Systema naturae där han gav den dess nuvarande vetenskapliga namnet Scolopax rusticola. Släktnamnet härleds från grekiskans skolopax, som betyder "skogstupp", och artepitetet från latinets rusticola som är ett sammansatt ord av rusticus som betyder "lantlig", och colere som betyder "att leva". Artern är monotypisk och delas inte upp i några underarter. Dess närmsta släktingar är de övriga morkullorna i släktet Scolopax.

### Utbredning

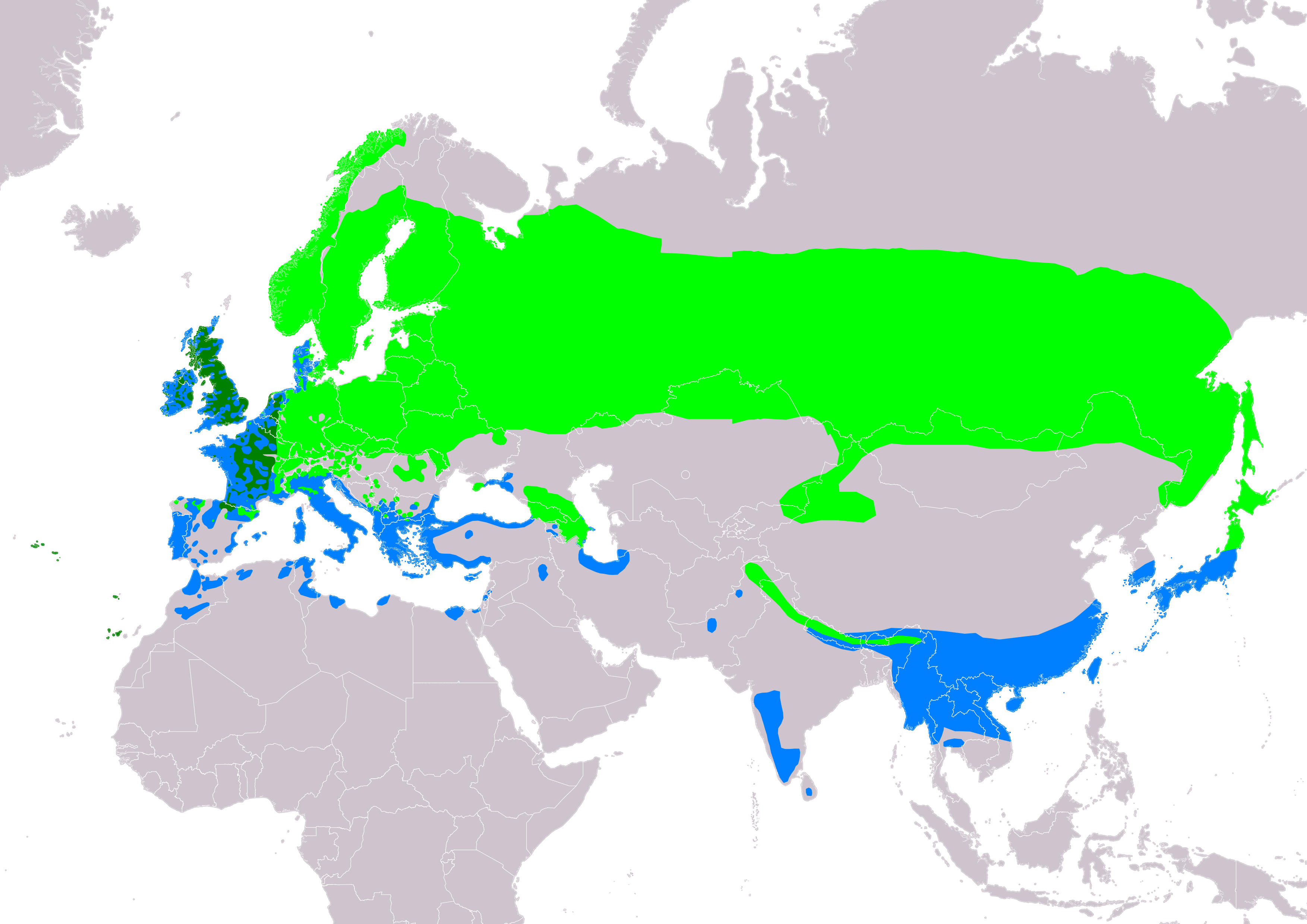
Morkullans utbredningsområde:

Morkullan förekommer över stora delar av de tempererade och subarktiska palearktis och dess häckningsområde sträcker sig från Fennoskandia till Medelhavet och Kanarieöarna, och från Västeuropa till Ryssland. Ungefär en tredjedel av den globala populationen häckar i Europa, varav mer än 90 % häckar i Ryssland och Fennoskandia. Merparten av populationerna i Europa och Asien är flyttfåglar och flyttar till Sydeuropa respektive södra Asien, men populationerna på ett antal öar i Atlanten, och i kustnära områden i sydvästra Europa, är stannfåglar. Vårflyttningen påbörjas i februari och häckningsplatserna nås mellan mars och maj. Merparten av höstflyttningen sker i oktober och november.

### Förekomst i Sverige
Morkullan häckar i hela Sverige, men är vanligare i de mellersta delarna. Det svenska beståndet är flyttfåglar och endast enstaka individer försöker övervintra i södra Sverige vissa vintrar. Till Skåne återkommer den mot slutet av mars, och till mellersta Sverige anländer den i början av april. På senhösten, i oktober och november, flyttar den åter till sydligare breddgrader.

## Ekologi

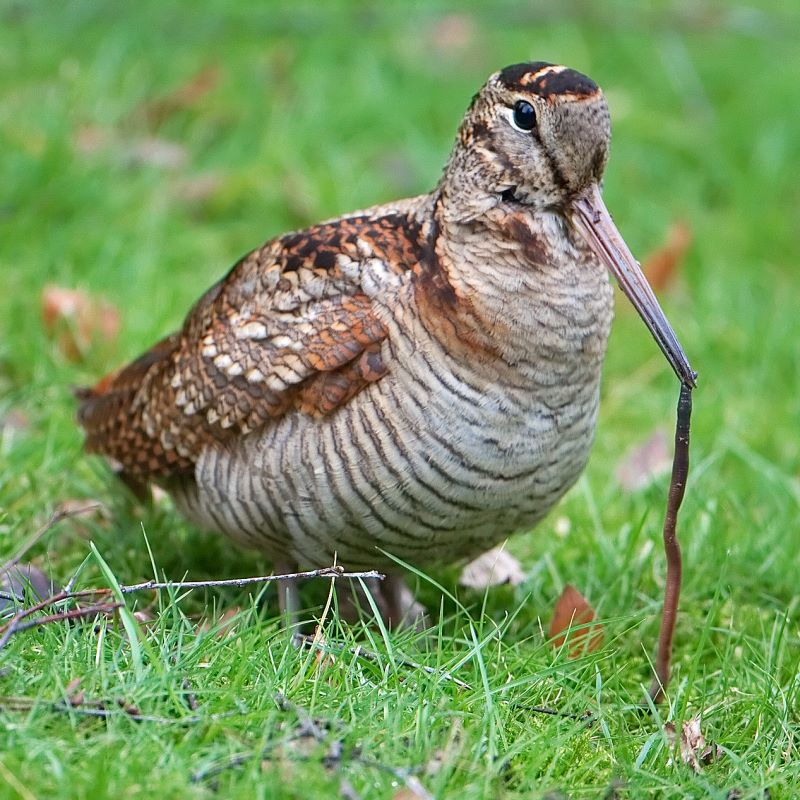

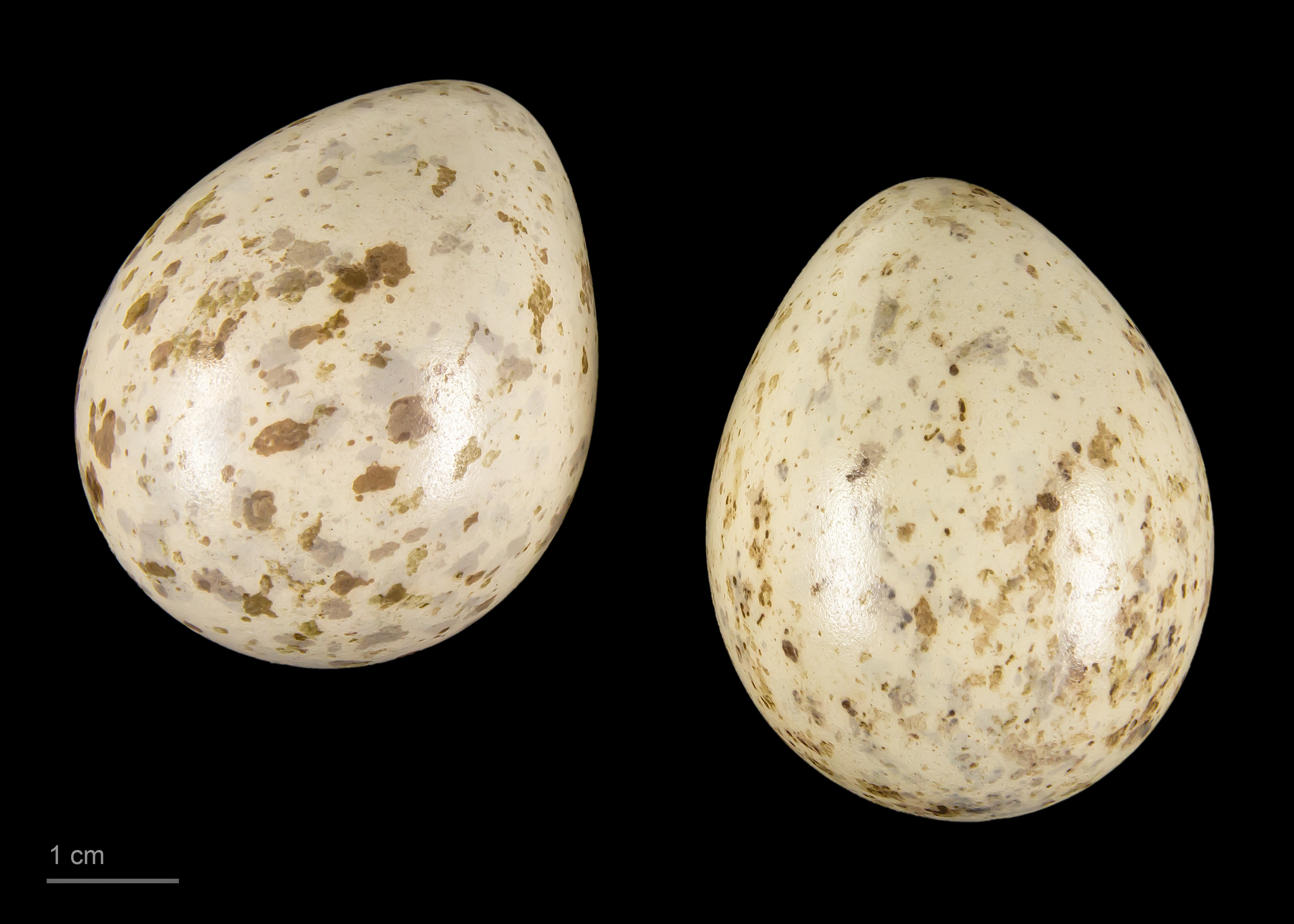
Ägg av morkulla. Specimen från Muséum de Toulouses samlingar.

Morkullan är en nattaktiv, revirhävdande fågel, som under dagen ligger gömd i buskar och snår. Den lever i skogs- och buskmark, både i löv- och barrskog.
Morkullan är polygam och en dominant hane parar sig med flera honor i sitt revir. Reviret hålls bland annat genom spelflykt, det så kallade "morkulledraget" då hanen flyger i skymningen flera gånger fram och tillbaka över reviret och låter höra sin lockton, som betecknas som "knispning" och "knorpning". De ställen, där morkullorna passerar under spelet kallas morkullssträck. Honan lägger fyra gråaktigt rödgula ägg med leverbruna och askgrå fläckar. De läggs i en grop som är bäddad med några löv, strån eller mossa.
Morkullan äter insekter, maskar och mindre snäckor. Under vintern födosöker den nattetid.

## Morkullan och människan

### Status och hot
Arten har ett stort utbredningsområde och en stor population med stabil utveckling som inte tros vara utsatt för något substantiellt hot. Utifrån dessa kriterier kategoriserar internationella naturvårdsunionen IUCN arten som livskraftig (LC). Världspopulationen uppskattas till mellan tio och 26 miljoner individer. I Europa tros det förekomma mellan 13,8 och 17,4 miljoner vuxna individer. Även i Sverige tros beståndet vara stabilt och livskraftigt. 2018 uppskattades det svenska beståndet till 580 000 par.

### Namn
I Blekinge kallades morkullan drarisp, vilket anses vara ljudhärmande efter fågelns läte. Förr kallades den i Skåne för hasselhöna och i (Villands härad?) för hultingskrabba. På Gotland har arten kallats einsneipe.
Redan Sven Nilsson konstaterade i Foglarna från 1858 att morkulla betyder kärrflicka (eller skogstös) eftersom mor är ett gammalt ord för myr eller kärr och kulla betyder flicka.
På dalmål betyder morkulla en kvinna från Mora.

### Jakt på morkulla
Morkullans kött, där vissa delar består av brunt och andra av helt svart kött, anses av många vara en läckerhet och det finns flera sätt att jaga den på. På höstflyttningen jagas morkulla främst med stående och stötande fågelhundar. Under häckningstiden flyger morkullan en specifik rutt i skymningen, det så kallade "morkullesträcket", där ett "varv" tar cirka tolv minuter. Eftersom morkullan då, vid flera tillfällen flygande återkommer till samma plats, har detta utnyttjats av jägare i långa tider. På flera håll i världen skjuts den under dessa förhållanden långt in på sommaren, då jägaren bland annat kan begagna sig av en lockpipa för att få fågeln på nära håll. EU:s fågeldirektiv förbjuder dock jakt av fågel under häckningsperioden vilket lett till att sommarjakten på sträckande morkulla är förbjuden i många europeiska länder, inklusive Sverige sedan mitten av 1990-talet.